# 木下氏 (地下官人)
木下家（きのしたけ）は、豊臣氏の地下家の官人。代々衛府志から尉を経て諸国の国司となり、正六位下を極位とした。

## 概要
『地下家伝』によると、明和5年（1768年）6月10日に木下秀峯が滝口に補せられたのが木下家の始まりである。秀峯は当初「しげみね」と名乗っていたが、安永7年（1778年）2月8日に「ひでみね」と改めている。2代目の秀時の次男に佐野秀孝（正六位下・雅楽少允）がおり、佐野家が幕末まで続いている。